# Риггз, Дакс
Дакс Дэ́вид Риггз (Dax David Riggs; род. 15 октября 1973) — американский музыкант, вокалист, композитор, поэт. Наиболее известен как лидер стоунер/сладж-метал группы Acid Bath. В настоящее время выступает под собственным именем. Живёт в Остине, штат Техас.

## Биография

### Детство и юность (1973—1991)
Детство Дакса Риггза прошло в Эвансвилле, штат Индиана. После развода родителей Дакс воспитывался глубоко религиозной матерью. По воспоминаниям Дакса, впервые попробовал петь он в возрасте трех-четырёх лет.
Чуть повзрослев, Дакс выразил желание жить с более либеральным отцом. В 1985 году двенадцатилетний Дакс вместе с отцом переезжают в город Хоум, штат Луизиана. Спустя некоторое время отец Дакса устраивается коком на нефтяную платформу.
В возрасте тринадцати Дакс вместе с девушкой, которая была старше его на несколько лет, переехал во Флориду, однако их отношения были недолгими; в скором времени Дакс вернулся домой. Именно в этот период он впервые попробовал себя в написании песен.

### Acid Bath (1991—1997)
Группа Acid Bath возникла как результат развития раннего творчества Дакса Риггза. Жанр Acid Bath можно охарактеризовать как экстремальный метал с элементами сладжа, психоделии, и, возможно, металкора. Сам Дакс классифицировал Acid Bath как дэт-рок. Лейтмотив лирики Дакса Риггза периода Acid Bath — смерть, безумие, отрицание религии, саморазрушение.
Группа записала два полноценных альбома и сборник демо-треков, изданный в 2005 году. Второй по счету альбом, Paegan Terrorism Tactics, получил достаточно высокую оценку критиков.
В 1997 году в автокатастрофе, произошедшей по вине нетрезвого водителя, погиб бас-гитарист группы Оуди Питер. Вскоре после этого Acid Bath прекратила существование.

### Agents of Oblivion (1999—2001)
Следующий и наиболее короткий период — создание Agents of Oblivion. В составе этой группы в 2000 году Дакс записал единственный альбом с одноименным названием. Звучание и композиционная структура песен значительно отличались от Acid Bath и были ближе к традиционному року с определенным влиянием дум-метала.

### Deadboy & the Elephantmen (2000—2007)
Дальнейшее развитие музыкальных идей Дакса — группа Deadboy & the Elephantmen. Группа записала и издала два полноценных альбома.

### Поздний период (с 2007)
После ухода барабанщицы Тесси Брюнет в группу Capucine и распада Deadboy & the Elephantmen, Дакс начинает выступать под собственным именем. В 2007 году он записал альбом «We Sing of Only Blood or Love», в 2008 — переиздал «If This Is Hell, Then I'm Lucky». 3 августа 2010 года в продажу поступил третий по счету сольный альбом «Say Goodnight To The World».

## Факты
- В оформлении обложек Acid Bath использовались картины серийного убийцы Джона Гейси, написанные им в ожидании смертной казни.
- Среди групп и исполнителей, повлиявших в своё время на Дакса — Sparks, Misfits, Леонард Коэн.
- Группа Deadboy & the Elephantmen обязана названием фильму Дэвида Линча «Человек-слон», увиденному Даксом в десятилетнем возрасте.[4]

## Дискография
- We Sing of Only Blood or Love (2007)
- If This Is Hell, Then I'm Lucky (2008)
- Say Goodnight To The World (2010)